# Głubczyce (gmina)
Głubczyce est une gmina mixte du powiat de Głubczyce, Opole, dans le sud-ouest de la Pologne. Son siège est la ville de Głubczyce, qui se situe environ 53 km au sud de la capitale régionale Opole.
La gmina couvre une superficie de 294,33 km2 pour une population de 23 997 habitants.

## Géographie
Outre son siège Głubczyce, la gmina regroupent les localités de 
Bernacice,
Bernacice Górne,
Biernatów,
Biernatówek,
Bogdanowice,
Bogdanowice Kolonia,
Braciszów,
Chomiąża,
Chróstno,
Ciermięcice,
Debrzyca,
Dobieszów,
Gadzowice,
Głubczyce Sady,
Gołuszowice,
Grobniki,
Kietlice,
Klisino,
Krasne Pole,
Królowe,
Krzyżowice,
Kwiatoniów,
Lenarcice,
Lisięcice,
Lwowiany,
Mokre,
Mokre-Kolonia,
Nowa Wieś Głubczycka,
Nowe Gołuszowice,
Nowe Sady,
Nowy Rożnów,
Opawica,
Pielgrzymów,
Pietrowice,
Pomorzowice,
Pomorzowiczki,
Radynia,
Równe,
Sławoszów,
Stara Wieś,
Ściborzyce Małe,
Tarnkowa,
Widok,
Żabczyce,
Zawiszyce,
Zopowy,
Zopowy-Osiedle,
Zubrzyce.
La gmina borde les gminy de Baborów, Branice, Głogówek, Kietrz et Pawłowiczki. Elle est également frontalière de la République tchèque.